# スカトール
スカトール (skatole) は、複素環式芳香族化合物の一種で、インドール誘導体。毒性のある白色結晶。ギリシア語で糞を意味する skato から命名された。インドール環の3位にメチル基を持っており、IUPAC名として 3-メチルインドール と別称する。

## 性質
天然には、哺乳類の糞（消化管内でトリプトファンから分解される）、ビートの根、コールタールなどから単離され、強い糞臭を持つ。
低濃度では花の香りを呈し、実際にオレンジ、ジャスミンやある種のトロピカルフルーツの花の香気成分に含まれている。またこの物質は、多くの香水の香料や定着剤、タバコの香料および添加物として使われている。
スカトールは、ヤギ、ヒツジ、ネズミなどに対して浮腫を引き起こす。肺の中のシトクロムP450が存在するクララ細胞を特異的にターゲットにしているようである。シトクロムP450はスカトールを活性中間体である 3-メチレンインドールニンに変換するが、この物質はタンパク質と結合し、細胞を傷つける。
スカトールは、白色結晶状態で存在し、時間が経つと茶色く変色する。アルコールやベンゼンにはよく溶け、フェリシアン化カリウムや硫酸中では紫色を呈する。

## 製法
スカトールは、エミール・フィッシャーによって開発されたフィッシャーのインドール合成から、フェニルヒドラジンとプロピオンアルデヒドを反応させて酸で処理することにより合成される。